# Ternstroemia retusifolia
Ternstroemia retusifolia är en tvåhjärtbladig växtart som beskrevs av Clarence Emmeren Kobuski. Ternstroemia retusifolia ingår i släktet Ternstroemia och familjen Pentaphylacaceae. Inga underarter finns listade i Catalogue of Life.